# Hans Tibulski
Hans Tibulski (11 febbraio 1909 – 25 agosto 1976) è stato un calciatore tedesco.